# 水鼠耳蝠
水鼠耳蝠（Myotis daubentonii），又稱道氏鼠耳蝠，是一種廣泛分佈歐亞大陸的一種鼠耳蝠。其學名daubentonii是來自法國一名自然學家Louis-Jean-Marie Daubenton。

## 特徵
水鼠耳蝠是一種細至中等身形的蝙蝠。其背部毛色為啡色至黃啡色不等。牠們的肚皮的顏色較淺，眼睛細小，耳殼長而向慢彎。牠們在小時的毛色會比成年的較深色。牠們身長平均 50 毫米長，翼伸長時平均 260 毫米，體重平均 7-15 克。

## 生活習性
水鼠耳蝠廣泛分佈歐亞大陸：歐洲記錄有英國及愛爾蘭；亞洲記錄有南韓、日本、中國與越南等地。牠們喜歡住在樹洞、引水道及礦坑。牠們一般獨居，但有時會三四隻在一齊。

## 食物
與很多蝙蝠一樣，水鼠耳蝠夜間會利用動物回聲定位找尋獵物。牠們會用這種方法畫出一幅「聲納圖」，所發出的頻率大約 32 至 85 kHz， 一般的叫聲以 45 到 50 kHz 為最高，有 3.3 ms 這樣久。
牠們主要是食蟲性，以蒼蠅，蜉蝣等昆蟲等為食物，但也有捕捉魚的記錄。牠們會用腳捉著往水面的魚，而且可以一邊飛一邊吃。外國研究顯示，一隻7克重的水鼠耳蝠經過一個小時獵食後，體重可增加至11克，相當於本身體重的57%。

## 繁殖
於外國，水鼠耳蝠主要在秋天時候交配，至春天生產。牠們通常一胎一隻，蝙蝠出生後大約三個星期就懂得飛行，至6至8個星期後就可以完全獨立。

## 保育狀況
由1981年起，所有英國境內的蝙蝠都係受到《野生動物及郊野公園條例》第5條保護，而香港也有相似法例：《野生動物保護條例》，但香港自1990年後再沒有水鼠耳蝠的記錄。此外，水鼠耳蝠於德國及奧地利屬於瀕危物種。